# Universeum
Universeum est un centre sur la science ouvert en 2001 à Göteborg (Suède).
L'architecte est Gert Wingårdh.
L'Universeum est divisé en six sections :
- Kalejdo ;
- Explora ;
- Vattnets Väg ;
- Akvariehallen ;
- Regnskogen ;
- Dödliga Skönheter.